# 2022-es Formula–1 spanyol nagydíj
A spanyol nagydíj a 2022-es Formula–1 világbajnokság hatodik futama volt, amelyet 2022. május 20. és május 22. között rendeztek meg a spanyolországi Circuit de Catalunya versenypályán, Barcelonában.

## Választható keverékek
| Abroncs              | Friss | Használt |
| -------------------- | ----- | -------- |
| Kemény keverék (C1)  |       |          |
| Közepes keverék (C2) |       |          |
| Lágy keverék (C3)    |       |          |
| Átmeneti esőgumi (I) |       |          |
| Teljes esőgumi (W)   |       |          |

## Szabadedzések

### Első szabadedzés
A spanyol nagydíj első szabadedzését május 20-án, pénteken délután tartották, magyar idő szerint 14:00-tól.
| helyezés | versenyző        | csapat/motor          | elért idő | különbség | futott kör |
| -------- | ---------------- | --------------------- | --------- | --------- | ---------- |
| 1        | Charles Leclerc  | Ferrari               | 1:19,828  | −         | 27         |
| 2        | Carlos Sainz Jr. | Ferrari               | 1:19,907  | +0,079    | 27         |
| 3        | Max Verstappen   | Red Bull-RBPT         | 1:20,164  | +0,336    | 28         |
| 4        | George Russell   | Mercedes              | 1:20,590  | +0,762    | 28         |
| 5        | Fernando Alonso  | Alpine-Renault        | 1:20,768  | +0,940    | 24         |
| 6        | Lewis Hamilton   | Mercedes              | 1:20,811  | +0,983    | 27         |
| 7        | Lando Norris     | McLaren-Mercedes      | 1:21,279  | +1,451    | 24         |
| 8        | Pierre Gasly     | AlphaTauri-RBPT       | 1:21,422  | +1,594    | 23         |
| 9        | Daniel Ricciardo | McLaren-Mercedes      | 1:21,737  | +1,909    | 23         |
| 10       | Cunoda Júki      | AlphaTauri-RBPT       | 1:21,814  | +1,986    | 28         |
| 11       | Esteban Ocon     | Alpine-Renault        | 1:21,891  | +2,063    | 26         |
| 12       | Lance Stroll     | Aston Martin-Mercedes | 1:21,920  | +2,092    | 23         |
| 13       | Robert Kubica    | Alfa Romeo-Ferrari    | 1:21,975  | +2,147    | 20         |
| 14       | Kevin Magnussen  | Haas-Ferrari          | 1:22,089  | +2,261    | 16         |
| 15       | Mick Schumacher  | Haas-Ferrari          | 1:22,146  | +2,318    | 21         |
| 16       | Sebastian Vettel | Aston Martin-Mercedes | 1:22,164  | +2,336    | 20         |
| 17       | Valtteri Bottas  | Alfa Romeo-Ferrari    | 1:22,614  | +2,786    | 25         |
| 18       | Nyck de Vries    | Williams-Mercedes     | 1:22,920  | +3,092    | 28         |
| 19       | Nicholas Latifi  | Williams-Mercedes     | 1:23,011  | +3,183    | 27         |
| 20       | Jüri Vips        | Red Bull-RBPT         | 1:24,138  | +4,310    | 23         |

### Második szabadedzés
A spanyol nagydíj második szabadedzését május 20-án, pénteken délután tartották, magyar idő szerint 17:00-tól.
| helyezés | versenyző        | csapat/motor          | elért idő | különbség | futott kör |
| -------- | ---------------- | --------------------- | --------- | --------- | ---------- |
| 1        | Charles Leclerc  | Ferrari               | 1:19,670  | −         | 29         |
| 2        | George Russell   | Mercedes              | 1:19,787  | +0,117    | 27         |
| 3        | Lewis Hamilton   | Mercedes              | 1:19,874  | +0,204    | 26         |
| 4        | Carlos Sainz Jr. | Ferrari               | 1:19,990  | +0,320    | 31         |
| 5        | Max Verstappen   | Red Bull-RBPT         | 1:20,006  | +0,336    | 27         |
| 6        | Fernando Alonso  | Alpine-Renault        | 1:20,203  | +0,533    | 26         |
| 7        | Sergio Pérez     | Red Bull-RBPT         | 1:20,632  | +0,962    | 30         |
| 8        | Sebastian Vettel | Aston Martin-Mercedes | 1:20,703  | +1,033    | 31         |
| 9        | Esteban Ocon     | Alpine-Renault        | 1:20,745  | +1,075    | 27         |
| 10       | Mick Schumacher  | Haas-Ferrari          | 1:20,757  | +1,087    | 25         |
| 11       | Pierre Gasly     | AlphaTauri-RBPT       | 1:20,917  | +1,247    | 28         |
| 12       | Kevin Magnussen  | Haas-Ferrari          | 1:21,013  | +1,343    | 24         |
| 13       | Lance Stroll     | Aston Martin-Mercedes | 1:21,249  | +1,579    | 32         |
| 14       | Cunoda Júki      | AlphaTauri-RBPT       | 1:21,285  | +1,615    | 29         |
| 15       | Daniel Ricciardo | McLaren-Mercedes      | 1:21,385  | +1,715    | 22         |
| 16       | Valtteri Bottas  | Alfa Romeo-Ferrari    | 1:21,828  | +2,158    | 3          |
| 17       | Csou Kuan-jü     | Alfa Romeo-Ferrari    | 1:21,866  | +2,196    | 30         |
| 18       | Alexander Albon  | Williams-Mercedes     | 1:22,319  | +2,649    | 31         |
| 19       | Nicholas Latifi  | Williams-Mercedes     | 1:23,197  | +3,527    | 25         |
| 20       | Lando Norris     | McLaren-Mercedes      | 1:23,388  | +3,718    | 6          |

### Harmadik szabadedzés
A spanyol nagydíj harmadik szabadedzését május 21-én, szombaton délután tartották, magyar idő szerint 13:00-tól.
| helyezés | versenyző        | csapat/motor          | elért idő  | különbség | futott kör |
| -------- | ---------------- | --------------------- | ---------- | --------- | ---------- |
| 1        | Charles Leclerc  | Ferrari               | 1:19,772   | −         | 23         |
| 2        | Max Verstappen   | Red Bull-RBPT         | 1:19,844   | +0,072    | 12         |
| 3        | George Russell   | Mercedes              | 1:19,920   | +0,148    | 16         |
| 4        | Lewis Hamilton   | Mercedes              | 1:20,002   | +0,230    | 18         |
| 5        | Carlos Sainz Jr. | Ferrari               | 1:20,129   | +0,357    | 23         |
| 6        | Sergio Pérez     | Red Bull-RBPT         | 1:20,260   | +0,488    | 19         |
| 7        | Lando Norris     | McLaren-Mercedes      | 1:20,403   | +0,631    | 18         |
| 8        | Kevin Magnussen  | Haas-Ferrari          | 1:20,646   | +0,874    | 21         |
| 9        | Valtteri Bottas  | Alfa Romeo-Ferrari    | 1:20,781   | +1,009    | 24         |
| 10       | Esteban Ocon     | Alpine-Renault        | 1:20,882   | +1,110    | 18         |
| 11       | Daniel Ricciardo | McLaren-Mercedes      | 1:20,910   | +1,138    | 17         |
| 12       | Sebastian Vettel | Aston Martin-Mercedes | 1:20,944   | +1,172    | 24         |
| 13       | Fernando Alonso  | Alpine-Renault        | 1:20,981   | +1,209    | 17         |
| 14       | Csou Kuan-jü     | Alfa Romeo-Ferrari    | 1:21,201   | +1,429    | 19         |
| 15       | Cunoda Júki      | AlphaTauri-RBPT       | 1:21,449   | +1,677    | 22         |
| 16       | Lance Stroll     | Aston Martin-Mercedes | 1:21,520   | +1,748    | 23         |
| 17       | Alexander Albon  | Williams-Mercedes     | 1:21,572   | +1,800    | 18         |
| 18       | Nicholas Latifi  | Williams-Mercedes     | 1:22,419   | +2,647    | 18         |
| 19       | Mick Schumacher  | Haas-Ferrari          | 1:25,467   | +5,695    | 4          |
| 20       | Pierre Gasly     | AlphaTauri-RBPT       | idő nélkül |           | 1          |

## Időmérő edzés
A spanyol időmérő edzését május 21-én, szombat délután tartották, magyar idő szerint 16:00-tól.
| helyezés              | rajtszám | versenyző        | csapat/motor          | 1. rész  | 2. rész  | 3. rész  | rajthely | futott kör |
| --------------------- | -------- | ---------------- | --------------------- | -------- | -------- | -------- | -------- | ---------- |
| 1                     | 16       | Charles Leclerc  | Ferrari               | 1:19,861 | 1:19,969 | 1:18,750 | 1        | 12         |
| 2                     | 1        | Max Verstappen   | Red Bull-RBPT         | 1:20,091 | 1:19,219 | 1:19,073 | 2        | 16         |
| 3                     | 55       | Carlos Sainz Jr. | Ferrari               | 1:19,892 | 1:19,453 | 1:19,166 | 3        | 16         |
| 4                     | 63       | George Russell   | Mercedes              | 1:20,218 | 1:19,470 | 1:19,393 | 4        | 14         |
| 5                     | 11       | Sergio Pérez     | Red Bull-RBPT         | 1:20,447 | 1:19,830 | 1:19,420 | 5        | 17         |
| 6                     | 44       | Lewis Hamilton   | Mercedes              | 1:20,252 | 1:19,794 | 1:19,512 | 6        | 15         |
| 7                     | 77       | Valtteri Bottas  | Alfa Romeo-Ferrari    | 1:20,355 | 1:20,053 | 1:19,608 | 7        | 18         |
| 8                     | 20       | Kevin Magnussen  | Haas-Ferrari          | 1:20,227 | 1:19,810 | 1:19,682 | 8        | 18         |
| 9                     | 3        | Daniel Ricciardo | McLaren-Mercedes      | 1:20,549 | 1:20,287 | 1:20,297 | 9        | 15         |
| 10                    | 47       | Mick Schumacher  | Haas-Ferrari          | 1:20,683 | 1:20,436 | 1:20,638 | 10       | 18         |
| 11                    | 4        | Lando Norris     | McLaren-Mercedes      | 1:20,838 | 1:20,471 |          | 11       | 12         |
| 12                    | 31       | Esteban Ocon     | Alpine-Renault        | 1:20,880 | 1:20,638 |          | 12       | 9          |
| 13                    | 22       | Cunoda Júki      | AlphaTauri-RBPT       | 1:20.707 | 1:20.639 |          | 13       | 15         |
| 14                    | 10       | Pierre Gasly     | AlphaTauri-RBPT       | 1:20,719 | 1:20,861 |          | 14       | 15         |
| 15                    | 24       | Csou Kuan-jü     | Alfa Romeo-Ferrari    | 1:20,476 | 1:21,094 |          | 15       | 15         |
| 16                    | 5        | Sebastian Vettel | Aston Martin-Mercedes | 1:20,954 |          |          | 16       | 6          |
| 17                    | 14       | Fernando Alonso  | Alpine-Renault        | 1:21,043 |          |          | 20[a]    | 5          |
| 18                    | 18       | Lance Stroll     | Aston Martin-Mercedes | 1:21,418 |          |          | 17       | 6          |
| 19                    | 23       | Alexander Albon  | Williams-Mercedes     | 1:21,645 |          |          | 18       | 6          |
| 20                    | 6        | Nicholas Latifi  | Williams-Mercedes     | 1:21,915 |          |          | 19       | 9          |
| 107%-os idő: 1:25,451 |          |                  |                       |          |          |          |          |            |

Megjegyzések:
- ↑ a:  — Fernando Alonso autójában teljesen új erőforrás-elemeket szereltek fel, ezzel azonban túllépte a szezonra vonatkozó maximális darabszámot, így a rajtrács leghátsó helyéről indulhatott.[3]

## Futam
A spanyol nagydíj futama május 22-én, vasárnap délután tartották, magyar idő szerint 15:00-kor.
| helyezés | rajtszám | versenyző        | csapat/motor          | futott kör | idő/kiesés oka | rajthely | pont  |
| -------- | -------- | ---------------- | --------------------- | ---------- | -------------- | -------- | ----- |
| 1        | 1        | Max Verstappen   | Red Bull-RBPT         | 66         | 1:37:20,475    | 2        | 25    |
| 2        | 11       | Sergio Pérez     | Red Bull-RBPT         | 66         | +13,072        | 5        | 19[a] |
| 3        | 63       | George Russell   | Mercedes              | 66         | +32,927        | 4        | 15    |
| 4        | 55       | Carlos Sainz Jr. | Ferrari               | 66         | +45,208        | 3        | 12    |
| 5        | 44       | Lewis Hamilton   | Mercedes              | 66         | +54,534        | 6        | 10    |
| 6        | 77       | Valtteri Bottas  | Alfa Romeo-Ferrari    | 66         | +59,976        | 7        | 8     |
| 7        | 31       | Esteban Ocon     | Alpine-Renault        | 66         | +1:15,397      | 12       | 6     |
| 8        | 4        | Lando Norris     | McLaren-Mercedes      | 66         | +1:23,235      | 11       | 4     |
| 9        | 14       | Fernando Alonso  | Alpine-Renault        | 65         | +1 kör         | 20       | 2     |
| 10       | 22       | Cunoda Júki      | AlphaTauri-RBPT       | 65         | +1 kör         | 13       | 1     |
| 11       | 5        | Sebastian Vettel | Aston Martin-Mercedes | 65         | +1 kör         | 16       |       |
| 12       | 3        | Daniel Ricciardo | McLaren-Mercedes      | 65         | +1 kör         | 9        |       |
| 13       | 10       | Pierre Gasly     | AlphaTauri-RBPT       | 65         | +1 kör         | 14       |       |
| 14       | 47       | Mick Schumacher  | Haas-Ferrari          | 65         | +1 kör         | 10       |       |
| 15       | 18       | Lance Stroll     | Aston Martin-Mercedes | 65         | +1 kör         | 17       |       |
| 16       | 6        | Nicholas Latifi  | Williams-Mercedes     | 64         | +2 kör         | 19       |       |
| 17       | 20       | Kevin Magnussen  | Haas-Ferrari          | 64         | +2 kör         | 8        |       |
| 18       | 23       | Alexander Albon  | Williams-Mercedes     | 64         | +2 kör[b]      | 18       |       |
| Ki       | 24       | Csou Kuan-jü     | Alfa Romeo-Ferrari    | 28         | erőforrás      | 15       |       |
| Ki       | 16       | Charles Leclerc  | Ferrari               | 27         | erőforrás      | 1        |       |

Megjegyzések:
- ↑ a:  Sergio Pérez a helyezéséért járó pontok mellett a versenyben futott leggyorsabb körért további 1 pontot szerzett.
- ↑ b:  Alexander Albon 5 másodperces időbüntetést kapott folyamatos pályaelhagyás miatt, de a helyezésén ez nem változtatott.[4]

## A világbajnokság állása a verseny után
| H   | Versenyzők       | Pont | H   | Konstruktőrök         | Pont |
| --- | ---------------- | ---- | --- | --------------------- | ---- |
| 1.  | Max Verstappen   | 110  | 1.  | Red Bull-RBPT         | 195  |
| 2.  | Charles Leclerc  | 104  | 2.  | Ferrari               | 169  |
| 3.  | Sergio Pérez     | 85   | 3.  | Mercedes              | 120  |
| 4.  | George Russell   | 74   | 4.  | McLaren-Mercedes      | 50   |
| 5.  | Carlos Sainz Jr. | 65   | 5.  | Alfa Romeo-Ferrari    | 39   |
| 6.  | Lewis Hamilton   | 46   | 6.  | Alpine-Renault        | 34   |
| 7.  | Lando Norris     | 39   | 7.  | AlphaTauri-RBPT       | 17   |
| 8.  | Valtteri Bottas  | 38   | 8.  | Haas-Ferrari          | 15   |
| 9.  | Esteban Ocon     | 30   | 9.  | Aston Martin-Mercedes | 6    |
| 10. | Kevin Magnussen  | 15   | 10. | Williams-Mercedes     | 3    |

(A teljes táblázat)

## Statisztikák
- Vezető helyen:
  - Charles Leclerc: 26 kör (1-26)
  - George Russell: 4 kör (27-30)
  - Sergio Pérez: 12 kör (31-37 és 45-49)
  - Max Verstappen: 24 kör (38-44 és 50-66)
- Charles Leclerc 13. pole-pozíciója.
- Max Verstappen 24. futamgyőzelme.
- Sergio Pérez 7. versenyben futott leggyorsabb köre.
- A Red Bull Racing 79. futamgyőzelme.
- Max Verstappen 64., Sergio Pérez 18., George Russell 3. dobogós helyezése.